# Eleições parlamentares europeias de 2004 no distrito de Braga
| Eleições parlamentares europeias de 2004 em Portugal Distritos: Aveiro \| Beja \| Braga \| Bragança \| Castelo Branco \| Coimbra \| Évora \| Faro \| Guarda \| Leiria \| Lisboa \| Portalegre \| Porto \| Santarém \| Setúbal \| Viana do Castelo \| Vila Real \| Viseu \| Açores \| Madeira \| Estrangeiro |

## Resultados por Concelho
Os resultados nos concelhos do Distrito de Braga foram os seguintes:

### Amares
| Partido                 | Partido                        | Votos  | %               | +/-  |
| ----------------------- | ------------------------------ | ------ | --------------- | ---- |
|                         | Força Portugal                 | 2 778  | 48,09 / 100,00  | 7,56 |
|                         | Partido Socialista             | 2 294  | 39,71 / 100,00  | 2,85 |
|                         | Coligação Democrática Unitária | 151    | 2,61 / 100,00   | 0,24 |
|                         | Bloco de Esquerda              | 129    | 2,23 / 100,00   | 1,76 |
|                         | Partido da Nova Democracia     | 71     | 1,23 / 100,00   | Novo |
|                         | Outros                         | 184    | 3,19 / 100,00   |      |
| Votos Inválidos         | Votos Inválidos                | 170    | 2,94 / 100,00   | 0,89 |
| Total                   | Total                          | 5 777  | 100,00 / 100,00 |      |
| Eleitorado/Participação | Eleitorado/Participação        | 16 737 | 34,52 / 100,00  | 3,01 |

### Barcelos
| Partido                 | Partido                        | Votos  | %               | +/-  |
| ----------------------- | ------------------------------ | ------ | --------------- | ---- |
|                         | Força Portugal                 | 20 643 | 48,03 / 100,00  | 7,85 |
|                         | Partido Socialista             | 16 572 | 38,56 / 100,00  | 1,93 |
|                         | Coligação Democrática Unitária | 1 229  | 2,86 / 100,00   | 0,02 |
|                         | Bloco de Esquerda              | 1 088  | 2,53 / 100,00   | 1,72 |
|                         | Partido da Nova Democracia     | 649    | 1,51 / 100,00   | Novo |
|                         | Outros                         | 1 316  | 3,06 / 100,00   |      |
| Votos Inválidos         | Votos Inválidos                | 1 479  | 3,44 / 100,00   | 1,16 |
| Total                   | Total                          | 42 976 | 100,00 / 100,00 |      |
| Eleitorado/Participação | Eleitorado/Participação        | 96 497 | 44,54 / 100,00  | 4,60 |

### Braga
| Partido                 | Partido                        | Votos   | %               | +/-  |
| ----------------------- | ------------------------------ | ------- | --------------- | ---- |
|                         | Partido Socialista             | 27 794  | 47,53 / 100,00  | 3,15 |
|                         | Força Portugal                 | 19 400  | 33,17 / 100,00  | 7,44 |
|                         | Coligação Democrática Unitária | 4 248   | 7,26 / 100,00   | 1,19 |
|                         | Bloco de Esquerda              | 2 701   | 4,62 / 100,00   | 2,70 |
|                         | Partido da Nova Democracia     | 703     | 1,20 / 100,00   | Novo |
|                         | Outros                         | 1 648   | 2,83 / 100,00   |      |
| Votos Inválidos         | Votos Inválidos                | 1 985   | 3,40 / 100,00   | 0,76 |
| Total                   | Total                          | 58 479  | 100,00 / 100,00 |      |
| Eleitorado/Participação | Eleitorado/Participação        | 130 705 | 44,74 / 100,00  | 1,34 |

### Cabeceiras de Basto
| Partido                 | Partido                        | Votos  | %               | +/-  |
| ----------------------- | ------------------------------ | ------ | --------------- | ---- |
|                         | Partido Socialista             | 3 632  | 56,09 / 100,00  | 5,66 |
|                         | Força Portugal                 | 2 220  | 34,29 / 100,00  | 9,68 |
|                         | Coligação Democrática Unitária | 124    | 1,92 / 100,00   | 0,27 |
|                         | Bloco de Esquerda              | 74     | 1,14 / 100,00   | 0,63 |
|                         | Partido Humanista              | 67     | 1,03 / 100,00   | Novo |
|                         | Outros                         | 160    | 2,46 / 100,00   |      |
| Votos Inválidos         | Votos Inválidos                | 198    | 3,06 / 100,00   | 1,13 |
| Total                   | Total                          | 6 475  | 100,00 / 100,00 |      |
| Eleitorado/Participação | Eleitorado/Participação        | 15 741 | 41,13 / 100,00  | 0,48 |

### Celorico de Basto
| Partido                 | Partido                        | Votos  | %               | +/-  |
| ----------------------- | ------------------------------ | ------ | --------------- | ---- |
|                         | Força Portugal                 | 3 236  | 50,86 / 100,00  | 8,26 |
|                         | Partido Socialista             | 2 396  | 37,66 / 100,00  | 3,21 |
|                         | Coligação Democrática Unitária | 124    | 1,95 / 100,00   | 0,10 |
|                         | Bloco de Esquerda              | 95     | 1,49 / 100,00   | 1,06 |
|                         | Partido da Nova Democracia     | 80     | 1,26 / 100,00   | Novo |
|                         | Partido Humanista              | 70     | 1,10 / 100,00   | Novo |
|                         | Outros                         | 171    | 2,68 / 100,00   |      |
| Votos Inválidos         | Votos Inválidos                | 191    | 3,00 / 100,00   | 1,02 |
| Total                   | Total                          | 6 363  | 100,00 / 100,00 |      |
| Eleitorado/Participação | Eleitorado/Participação        | 18 102 | 35,15 / 100,00  | 4,64 |

### Esposende
| Partido                 | Partido                        | Votos  | %               | +/-  |
| ----------------------- | ------------------------------ | ------ | --------------- | ---- |
|                         | Força Portugal                 | 5 371  | 49,17 / 100,00  | 6,31 |
|                         | Partido Socialista             | 3 824  | 35,01 / 100,00  | 0,15 |
|                         | Coligação Democrática Unitária | 372    | 3,41 / 100,00   | 0,27 |
|                         | Bloco de Esquerda              | 296    | 2,71 / 100,00   | 1,98 |
|                         | Partido da Nova Democracia     | 185    | 1,69 / 100,00   | Novo |
|                         | Outros                         | 388    | 3,55 / 100,00   |      |
| Votos Inválidos         | Votos Inválidos                | 487    | 4,46 / 100,00   | 1,46 |
| Total                   | Total                          | 10 923 | 100,00 / 100,00 |      |
| Eleitorado/Participação | Eleitorado/Participação        | 27 736 | 39,38 / 100,00  | 2,26 |

### Fafe
| Partido                 | Partido                        | Votos  | %               | +/-  |
| ----------------------- | ------------------------------ | ------ | --------------- | ---- |
|                         | Partido Socialista             | 10 392 | 56,00 / 100,00  | 1,31 |
|                         | Força Portugal                 | 5 798  | 31,24 / 100,00  | 5,37 |
|                         | Coligação Democrática Unitária | 719    | 3,87 / 100,00   | 0,29 |
|                         | Bloco de Esquerda              | 399    | 2,15 / 100,00   | 1,63 |
|                         | Outros                         | 696    | 3,76 / 100,00   |      |
| Votos Inválidos         | Votos Inválidos                | 553    | 2,98 / 100,00   | 0,88 |
| Total                   | Total                          | 18 557 | 100,00 / 100,00 |      |
| Eleitorado/Participação | Eleitorado/Participação        | 44 956 | 41,28 / 100,00  | 2,87 |

### Guimarães
| Partido                 | Partido                                         | Votos   | %               | +/-  |
| ----------------------- | ----------------------------------------------- | ------- | --------------- | ---- |
|                         | Partido Socialista                              | 25 905  | 51,12 / 100,00  | 2,17 |
|                         | Força Portugal                                  | 15 852  | 31,28 / 100,00  | 6,70 |
|                         | Coligação Democrática Unitária                  | 3 997   | 7,89 / 100,00   | 0,15 |
|                         | Bloco de Esquerda                               | 1 529   | 3,02 / 100,00   | 2,20 |
|                         | Partido Comunista dos Trabalhadores Portugueses | 619     | 1,22 / 100,00   | 0,24 |
|                         | Partido da Nova Democracia                      | 572     | 1,13 / 100,00   | Novo |
|                         | Outros                                          | 899     | 1,77 / 100,00   |      |
| Votos Inválidos         | Votos Inválidos                                 | 1 297   | 2,56 / 100,00   | 0,39 |
| Total                   | Total                                           | 50 670  | 100,00 / 100,00 |      |
| Eleitorado/Participação | Eleitorado/Participação                         | 127 985 | 39,59 / 100,00  | 1,91 |

### Póvoa de Lanhoso
| Partido                 | Partido                        | Votos  | %               | +/-  |
| ----------------------- | ------------------------------ | ------ | --------------- | ---- |
|                         | Força Portugal                 | 3 658  | 50,25 / 100,00  | 2,60 |
|                         | Partido Socialista             | 2 915  | 40,04 / 100,00  | 6,02 |
|                         | Coligação Democrática Unitária | 133    | 1,83 / 100,00   | 0,09 |
|                         | Bloco de Esquerda              | 99     | 1,36 / 100,00   | 0,78 |
|                         | Outros                         | 270    | 3,70 / 100,00   |      |
| Votos Inválidos         | Votos Inválidos                | 205    | 2,83 / 100,00   | 0,73 |
| Total                   | Total                          | 7 280  | 100,00 / 100,00 |      |
| Eleitorado/Participação | Eleitorado/Participação        | 20 127 | 36,17 / 100,00  | 7,08 |

### Terras de Bouro
| Partido                 | Partido                        | Votos | %               | +/-  |
| ----------------------- | ------------------------------ | ----- | --------------- | ---- |
|                         | Força Portugal                 | 1 704 | 53,57 / 100,00  | 7,94 |
|                         | Partido Socialista             | 1 069 | 33,61 / 100,00  | 3,03 |
|                         | Coligação Democrática Unitária | 93    | 2,92 / 100,00   | 0,15 |
|                         | Bloco de Esquerda              | 49    | 1,54 / 100,00   | 1,07 |
|                         | Partido da Nova Democracia     | 38    | 1,19 / 100,00   | Novo |
|                         | Outros                         | 105   | 3,31 / 100,00   |      |
| Votos Inválidos         | Votos Inválidos                | 123   | 3,87 / 100,00   | 1,78 |
| Total                   | Total                          | 3 181 | 100,00 / 100,00 |      |
| Eleitorado/Participação | Eleitorado/Participação        | 8 307 | 38,29 / 100,00  | 2,80 |

### Vieira do Minho
| Partido                 | Partido                        | Votos  | %               | +/-  |
| ----------------------- | ------------------------------ | ------ | --------------- | ---- |
|                         | Partido Socialista             | 2 550  | 47,91 / 100,00  | 1,89 |
|                         | Força Portugal                 | 2 138  | 40,17 / 100,00  | 5,44 |
|                         | Coligação Democrática Unitária | 127    | 2,39 / 100,00   | 0,90 |
|                         | Bloco de Esquerda              | 108    | 2,03 / 100,00   | 1,45 |
|                         | Partido da Nova Democracia     | 61     | 1,15 / 100,00   | Novo |
|                         | Outros                         | 187    | 3,53 / 100,00   |      |
| Votos Inválidos         | Votos Inválidos                | 153    | 2,83 / 100,00   | 0,78 |
| Total                   | Total                          | 5 322  | 100,00 / 100,00 |      |
| Eleitorado/Participação | Eleitorado/Participação        | 14 350 | 37,09 / 100,00  | 3,42 |

### Vila Nova de Famalicão
| Partido                 | Partido                        | Votos   | %               | +/-  |
| ----------------------- | ------------------------------ | ------- | --------------- | ---- |
|                         | Partido Socialista             | 21 783  | 48,75 / 100,00  | 0,81 |
|                         | Força Portugal                 | 16 574  | 37,09 / 100,00  | 5,89 |
|                         | Coligação Democrática Unitária | 1 963   | 4,39 / 100,00   | 0,59 |
|                         | Bloco de Esquerda              | 1 278   | 2,86 / 100,00   | 2,12 |
|                         | Partido da Nova Democracia     | 618     | 1,38 / 100,00   | Novo |
|                         | Outros                         | 1 152   | 2,58 / 100,00   |      |
| Votos Inválidos         | Votos Inválidos                | 1 313   | 2,94 / 100,00   | 1,08 |
| Total                   | Total                          | 44 681  | 100,00 / 100,00 |      |
| Eleitorado/Participação | Eleitorado/Participação        | 103 774 | 43,06 / 100,00  | 1,99 |

### Vila Verde
| Partido                 | Partido                        | Votos  | %               | +/-     |
| ----------------------- | ------------------------------ | ------ | --------------- | ------- |
|                         | Força Portugal                 | 8 845  | 57,00 / 100,00  | 3,70    |
|                         | Partido Socialista             | 4 737  | 30,53 / 100,00  | 2,22    |
|                         | Coligação Democrática Unitária | 329    | 2,12 / 100,00   | Estável |
|                         | Bloco de Esquerda              | 320    | 2,06 / 100,00   | 1,53    |
|                         | Partido da Nova Democracia     | 205    | 1,32 / 100,00   | Novo    |
|                         | Outros                         | 523    | 3,35 / 100,00   |         |
| Votos Inválidos         | Votos Inválidos                | 558    | 3,50 / 100,00   | 1,56    |
| Total                   | Total                          | 15 517 | 100,00 / 100,00 |         |
| Eleitorado/Participação | Eleitorado/Participação        | 40 090 | 38,71 / 100,00  | 1,42    |

### Vizela
| Partido                 | Partido                        | Votos  | %               | +/-  |
| ----------------------- | ------------------------------ | ------ | --------------- | ---- |
|                         | Partido Socialista             | 4 069  | 60,83 / 100,00  | 2,01 |
|                         | Força Portugal                 | 1 429  | 21,36 / 100,00  | 4,31 |
|                         | Partido da Nova Democracia     | 377    | 5,64 / 100,00   | Novo |
|                         | Coligação Democrática Unitária | 297    | 4,44 / 100,00   | 2,24 |
|                         | Bloco de Esquerda              | 184    | 2,75 / 100,00   | 2,10 |
|                         | Outros                         | 201    | 2,98 / 100,00   |      |
| Votos Inválidos         | Votos Inválidos                | 132    | 1,97 / 100,00   | 0,22 |
| Total                   | Total                          | 6 689  | 100,00 / 100,00 |      |
| Eleitorado/Participação | Eleitorado/Participação        | 17 482 | 38,26 / 100,00  | 1,70 |